# Herrarnas 500 meter i hastighetsåkning på skridskor vid olympiska vinterspelen 1980
Herrarnas 500 meter i skridskor vid de olympiska vinterspelen 1980 avgjordes den 15 februari 1980, på James B. Sheffield Olympic Skating Rink. Loppet vanns av Eric Heiden från USA.
37 skridskoåkare från 18 nationer deltog på distancen.

## Rekord
Gällande världsrekord och olympiska rekord före Vinter-OS 1980:
| Världsrekord     | Jevgenij Kulikov (URS) | 37,00 | Alma-Ata, Kazakiska SSR, Sovjetunionen | 29 mars 1975     |
| Olympiskt rekord | Jevgenij Kulikov (URS) | 39,17 | Innsbruck, Österrike                   | 10 februari 1976 |

Följande nya världsrekord och olympiska rekord blev satta under tävlingen:
| Datum       | Idrottare   | Nation | Tid   | OR | VR |
| ----------- | ----------- | ------ | ----- | -- | -- |
| 15 februari | Eric Heiden | USA    | 38,03 | OR |    |

## Medaljörer
| Gren      | Guld            | Guld       | Silver                         | Silver | Brons                        | Brons |
| 500 meter | Eric Heiden USA | 38,03 (OR) | Jevgenij Kulikov Sovjetunionen | 38,37  | Lieuwe de Boer Nederländerna | 38,48 |

## Resultat
| Placering | Idrottare               | Nation         | Tid     | Noteringar      |
| --------- | ----------------------- | -------------- | ------- | --------------- |
| 1         | Eric Heiden             | USA            | 38,03   | (OR)            |
| 2         | Jevgenij Kulikov        | Sovjetunionen  | 38,37   |                 |
| 3         | Lieuwe de Boer          | Nederländerna  | 38,48   |                 |
| 4         | Frode Rønning           | Norge          | 38,66   |                 |
| 5         | Dan Immerfall           | USA            | 38,69   |                 |
| 6         | Jarle Pedersen          | Norge          | 38,83   |                 |
| 7         | Anatolij Medennikov     | Sovjetunionen  | 38,88   |                 |
| 8         | Gaétan Boucher          | Kanada         | 38,90   |                 |
| 9         | Jan Józwik              | Polen          | 39,01   |                 |
| 10        | Jan-Åke Carlberg        | Sverige        | 39,03   |                 |
| 11        | Steffen Doering         | Östtyskland    | 39,06   |                 |
| 12        | Oloph Granath           | Sverige        | 39,15   |                 |
| 13        | Andreas Dietel          | Östtyskland    | 39,21   |                 |
| 14        | Kaoru Fukuda            | Japan          | 39,24   |                 |
| 15        | Sergej Chlebnikov       | Sovjetunionen  | 39,25   |                 |
| 16        | Kai Arne Engelstad      | Norge          | 39,30   |                 |
| 16        | Bert De Jong            | Nederländerna  | 39,30   |                 |
| 18        | Jukka Salmela           | Finland        | 39,32   |                 |
| 19        | Lee Yeong-ha            | Sydkorea       | 39,33   |                 |
| 20        | Kazuaki Ichimura        | Japan          | 39,44   |                 |
| 21        | Emmanuel Michon         | Frankrike      | 39,47   |                 |
| 22        | Pertti Niittylä         | Finland        | 39,54   |                 |
| 23        | Wang Nianchun           | Kina           | 39,73   |                 |
| 24        | Jim Chapin              | USA            | 39,74   |                 |
| 25        | Esa Puolakka            | Finland        | 39,76   |                 |
| 26        | Jacques Thibault        | Kanada         | 40,11   |                 |
| 27        | Vasile Coroș            | Rumänien       | 40,30   |                 |
| 28        | Hilbert van der Duim    | Nederländerna  | 40,42   |                 |
| 28        | Giovanni Paganin        | Italien        | 40,42   |                 |
| 30        | Dezideriu Jenei         | Rumänien       | 40,84   |                 |
| 31        | Zhao Weichang           | Kina           | 41,18   |                 |
| 32        | Mike Richmond           | Australien     | 41,22   |                 |
| 33        | Su He                   | Kina           | 41,26   |                 |
| 34        | Dorjin Tsenddo          | Mongoliet      | 41,68   |                 |
| 35        | Tömörbaataryn Nyamdavaa | Mongoliet      | 42,41   |                 |
| 36        | Johan Granath           | Sverige        | 1:21,44 | Fall            |
| –         | Archie Marshall         | Storbritannien | –       | Diskvalificerad |